# شقبان ميكرونيسي
شقبان ميكرونيسي (الاسم العلمي: Megapodius laperouse) (بالإنجليزية: Micronesian Megapode)‏ هو نوع من الطيور يتبع جنس الشقبان من فصيلة الشقبانية.